# Fleury Di Nallo
Fleury Di Nallo (* 20. April 1943 in Lyon) ist ein ehemaliger französischer Fußballspieler.

## Vereinskarriere
Der Stürmer kam als 17-Jähriger erstmals bei Olympique, dem Verein seiner Geburtsstadt, in der Division 1 zum Einsatz, gab dabei als Ergänzung zu dem routinierten Torjäger Eugène Njo-Léa gleich eine gute Figur ab und hielt diesem Klub während der folgenden 14 Jahre die Treue. Er bekam bald den liebevollen Spitznamen „Der kleine Prinz von Gerland“, womit auch auf seine eher schmächtige Statur angespielt wurde. Di Nallo war technisch versiert, schnell und ideenreich, hatte aber wegen seiner athletischen Defizite Probleme im körperbetonten Zweikampf. Dennoch war er unglaublich torgefährlich und bildete in der ersten Hälfte der 1960er Jahre gemeinsam mit dem Sturmtank Nestor Combin eine wirkungsvolle Doppelspitze, die gegnerische Abwehrreihen zu knacken vermochte. Am Ende der Saison 1961/62 tauchte er erstmals weit vorne zwischen den französischen Erstliga-Torjägern auf (Platz 5 mit 18 Treffern), während sein Verein nur knapp dem Abstieg entging. Auch 1965 (13 Tore), 1966 (15), 1967 (14), 1968 (sogar Platz 3 mit 18 Treffern), 1971 (21 Saisontore reichten zwar „nur“ für Platz 5, bedeuteten aber sein bestes Saisonergebnis), 1972 und 1973 (je 17 Treffer) zählte er zu den erfolgreichsten Scorern. Damit steht er bis heute auf dem 8. Platz in der Liste der erfolgreichsten D1-Torjägern aller Zeiten. Olympique Lyon hingegen blieb in der Meisterschaft eine „graue Maus“: 1973/74, in Di Nallos letzter Saison im Stade Gerland, gelang es dem Klub, wenigstens einmal Tabellendritter zu werden; bis dahin war ein vierter Rang (1963/64) die höchste Platzierung in der Karriere des Stürmers gewesen. Das rücksichtslose Tackling eines Gegenspielers bescherte ihm im September 1968 einen doppelten Bruch von Schienbein und Kniescheibe sowie eine mehr als zehnmonatige Spielpause; seine Rückkehr krönte er mit zwei Treffern in einem Punktspiel gegen den SEC Bastia.
Im Pokalwettbewerb allerdings konnte sich Fleury Di Nallo mit seinem Team für die entgangenen Meistertitel schadlos halten. Zwar scheiterte Olympique im Finale 1963 noch knapp – nach einem 0:0 behielt die AS Monaco im Wiederholungsspiel mit 2:0 die Oberhand –, aber 1964 war es Lyon, das 2:0 über Girondins Bordeaux siegte; beide Treffer schoss Combin, und danach hatte die Abwehr um Jean Djorkaeff alle Hände voll zu tun, den Vorsprung zu verteidigen. In seinem dritten Endspiel – 1967 wurde der FC Sochaux 3:1 bezwungen – klappte es dann auch für Di Nallo mit einem Finaltreffer: zwei Minuten vor dem Abpfiff stellte er den  Endstand her. Dies blieb allerdings sein einziger Torerfolg in insgesamt fünf Pokalfinals. Im 1971er Endspiel blieb sein Team wieder torlos und verlor 0:1 gegen Stade Rennes, aber 1973 gelang Lyon ein 2:1-Sieg über den FC Nantes und Fleury Di Nallo konnte zum dritten Mal den Gewinn der Coupe de France feiern – an der Seite seines neuen Sturmpartners Bernard Lacombe und unter anderem gemeinsam mit dem Verteidiger Raymond Domenech.
Das verlorene Pokalfinale von 1963 bescherte ihm und seinem Klub übrigens einen frühen großen Auftritt auf der europäischen Bühne: da Monaco in diesem Jahr auch Meister der Division 1 geworden war, vertrat Lyon Frankreich im Europapokal der Pokalsieger. Nach Erfolgen über B 1913 Odense und Olympiakos Piräus konnte im Viertelfinale der Hamburger SV (1:1, 2:0) ausgeschaltet werden, auch wenn Di Nallo gegen die Norddeutschen kein Tor erzielte. Im Halbfinale hieß der Gegner Sporting Lissabon. Nach einem 0:0 im Stade Gerland gelang Olympique in Portugals Hauptstadt überraschend ein 1:1-Remis, was in jener Zeit ein drittes Spiel auf neutralem Platz zur Folge hatte, da es noch keine Auswärtstore-Regelung gab. Das Entscheidungsspiel verlor Lyon dann in Madrid – zwei Tage nach einem Ligaspiel und fünf Tage vor dem Landespokalendspiel 1964 – gegen den späteren Europapokalsieger mit 0:1. Di Nallo und seinen Mannschaftskameraden blieb der doppelte Trost, dass in den europäischen Wettbewerben außer Stade Reims noch kein französischer Klub jemals so weit gekommen war und man am Ende dieser strapaziösen Woche den französischen Pokal 1964 gewinnen konnte.
1974/75 schnürte er seine Schuhe für den Erstligaaufsteiger Red Star Paris – übrigens wieder an der Seite seines Spezis Combin –, aber das Duo war in die Jahre gekommen und konnte auch nicht verhindern, dass Red Star als Schlusslicht sofort wieder in die zweite Liga absteigen musste. Während Combin es dabei immerhin noch auf 15 Tore brachte, gelangen Di Nallo in nur mehr einem Dutzend Einsätzen lediglich noch fünf Stück von der Sorte, die den „kleinen Prinzen“ zu einer unübersehbaren und dauerhaften Größe im französischen Fußball gemacht haben.

1975 holte ihn ein Freund zu Montpellier La Paillade in die Division d'Honneur, seinerzeit die vierthöchste Spielstufe. 21 Di-Nallo-Tore in 23 Punktspielen trugen erheblich zu Montpelliers Aufstieg in die dritte Liga bei. In seiner zweiten Saison dort lief es dann nicht mehr ganz so erfolgreich, so dass er 1977 mit 34 Jahren seine aktive Laufbahn beendete.

### Stationen
- Olympique Lyonnais (1960–1974)
- Red Star Paris (1974/75)
- Montpellier La Paillade SC (1975–1977)

## Nationalspieler
Zwischen November 1962 und April 1971 wurde Di Nallo insgesamt zu zehn Länderspielen in die A-Nationalelf berufen; bei diesen Begegnungen hat er acht Tore erzielt. Gleich in seinem ersten Spiel traf er zweimal ins Netz der Ungarn, gegen die er auch sein letztes Länderspiel bestritt. Dass er dort nicht häufiger, sondern nur sporadisch zum Einsatz kam, lag einerseits an seinen Formschwankungen, andererseits wohl auch daran, dass die verschiedenen Nationaltrainer während der 1960er Jahre eher auf den Typus des robusteren Torjägers setzten und solche beispielsweise in Gondet aus Nantes sowie Herbin und Revelli aus Saint-Étienne auch besaßen. Deshalb fand 1966 zwar sein Sturmpartner im Verein, Nestor Combin, aber nicht der „kleine Prinz“ Berücksichtigung in Frankreichs WM-Kader.

## Leben nach der aktiven Zeit
Von 1977 bis 1981 arbeitete Fleury Di Nallo, jetzt als technischer Direktor, wieder bei Olympique Lyon, das aber in der Liga weiterhin erfolglos blieb und 1980 sogar in die Barrages gegen den Zweitligisten Olympique Avignon musste, um den Abstieg zu vermeiden; ein Pokalendspiel erreichte „sein“ Verein in diesen vier Jahren auch nicht mehr. Anschließend versuchte er sich als Trainer bei einem bescheidenen Amateurclub, geriet danach in eine private Krise und mit der Justiz in Konflikt. Aus dieser Situation holte ihn ein Freund heraus, der Di Nallo zu einer Beschäftigung in der Nachwuchssichtung und -rekrutierung bei Montpellier HSC verhalf.

## Erfolge
- Französischer Pokalsieger: 1964, 1967, 1973 (und Finalist 1963, 1971)
- Europapokal der Pokalsieger 1963/64: Halbfinalist
- Insgesamt 21 Europapokaleinsätze, 11 Tore
- 10 A-Länderspiele, 8 Tore
- 425 Einsätze und 187 Tore in der Division 1, davon 413/182 für Lyon und 12/5 für Red Star
- Platz 8 der erfolgreichsten Torjäger aller Zeiten in Frankreich